# Palca Grande
Palca Grande (auch Quiskapampa) ist eine Ortschaft im Departamento Chuquisaca im südamerikanischen Anden-Staat Bolivien.

## Lage im Nahraum
Palca Grande ist eine Ortschaft im Kanton Camargo im Municipio Camargo in der Provinz Nor Cinti. Palca Grande liegt eingebettet von nord-südlich verlaufenden Gebirgsriegeln auf einer Höhe von 2343 m am Río Chico, der flussabwärts zum Rio Grande de Cinti fließt (Río Tumusla und Río Cotagaita). Weiter südlich vereinigt sich dieser Fluss mit dem Río San Juan del Oro zum Río Camblaya, der weiter flussabwärts dann Rio Pilaya heißt und schließlich in den Río Pilcomayo mündet.

## Geographie
Palca Grande liegt an den südwestlichen Ausläufern der bolivianischen Cordillera Central, zwischen dem Altiplano im Westen und dem bolivianischen Tiefland im Osten. Das Klima ist ein kühl-gemäßigtes Höhenklima mit typischem Tageszeitenklima, bei dem die mittleren Temperaturen im Tagesverlauf stärker schwanken als im Jahresverlauf.
Die Jahresdurchschnittstemperatur in der Region liegt bei knapp 14 °C (siehe Klimadiagramm Camargo), die Monatsdurchschnittswerte schwanken zwischen knapp 10 °C im Juni/Juli und 16 °C von November bis März. Der Jahresniederschlag beträgt 400 mm und weist sieben aride Monate von April bis Oktober mit Monatswerten unter 20 mm auf, nennenswerte Monatsniederschläge fallen nur von Dezember bis Februar mit Werten von je 80 bis 90 mm.

## Verkehrsnetz
Palca Grande liegt in einer Entfernung von 363 Straßenkilometern südlich von Sucre, der Hauptstadt des Departamentos.
Durch Palca Grande verläuft die 1.215 Kilometer lange Nationalstraße Ruta 1, die von der peruanischen Grenze am Titicacasee im Norden zur argentinischen Grenze im Süden führt und vollständig asphaltiert ist. Der nächste größere Ort, Camargo, liegt wenige Kilometer weiter nördlich an der Ruta 1.

## Bevölkerung
Die Einwohnerzahl der Ortschaft ist im vergangenen Jahrzehnt deutlich zurückgegangen:
| Jahr | Einwohner         | Quelle       |
| ---- | ----------------- | ------------ |
| 1992 | keine Detaildaten | Volkszählung |
| 2001 | 107               | Volkszählung |
| 2012 | 64                | Volkszählung |
| 2024 |                   | Volkszählung |

Die Region weist noch einen deutlichen Anteil indigener Bevölkerung auf, im Municipio Camargo sprechen 38,6 Prozent der Bevölkerung die Quechua-Sprache.